# Elbeuf
Elbeuf es una ciudad y comuna del departamento de Sena Marítimo, en Francia.

## Geografía
Elbeuf está ubicada en el río Sena aproximadamente a 120 km del noroeste de París. Debido a su ubicación en el Sena, Elbeuf ha tenido a menudo problemas de inundaciones.

## Demografía
| 5 862 | 5 600 | 6 351 | 9 090 | 14 646 | 13 366 | 16 318 | 17 534 | 18 821 | 20 692 | 21 784 | 22 848 | 22 213 | 23 152 | 22 104 | 21 404 | 20 542 | 19 050 | 18 729 | 18 290 | 18 672 | 17 964 | 18 379 | 17 506 | 15 958 | 17 293 | 18 988 | 19 407 | 19 116 | 17 224 | 16 604 | 16 666 | 16 975 |
| Para los censos de 1962 a 1999 la población legal corresponde a la población sin duplicidades (Fuente: INSEE [Consultar]) |       |       |       |        |        |        |        |        |        |        |        |        |        |        |        |        |        |        |        |        |        |        |        |        |        |        |        |        |        |        |        |        |

## Historia
El primer documento escrito de la ciudad data del siglo X, en un mapa de Ricardo I de Normandía, bajo el nombre de "Wellebou". De acuerdo a The Nuttall Encyclopaedia, tuvo un negocio manufacturero floreciente de telas, lanas y artículos similares.

## Notables
- André Maurois (autor)